# Anonychonitis
Anonychonitis là một chi bọ cánh cứng thuộc họ Scarabaeidae.